# Anita Delgado
Ana María Delgado Briones, conocida también como Anita Delgado o Princesa de Kapurthala (Málaga, 8 de febrero de 1890 - Madrid, 7 de julio de 1962), fue una bailarina española de cuplés que llegó a convertirse en raní (‘reina’) de Kapurthala.

## Infancia
Nació en Málaga en la calle Peña, hija de Ángel Delgado de los Cobos y Candelaria Briones. Estos regentaban el pequeño café La Castaña, en el que Ana pronto reveló sus inquietudes artísticas. Junto a su hermana Victoria comenzó a asistir a clases de declamación. El interés de Anita por estas clases hizo que su padre le renovara la matrícula, a pesar de la mala situación financiera. Finalmente la situación se hizo insostenible y decidieron emigrar a Madrid.

## Juventud y boda

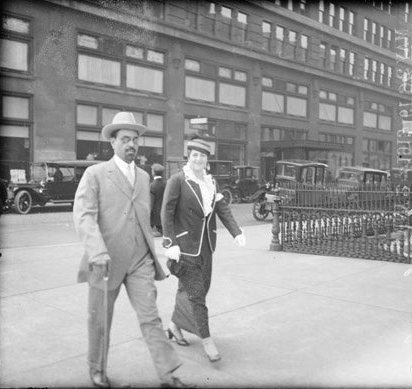
Retrato grupal de Jagatjit Singh, el maharajá de Kapurthala, y su esposa Anita Delgado caminando por una plaza cerca de una valla de hierro. Esta imagen probablemente fue tomada en Chicago, Illinois.

En Madrid continuó sus estudios y —junto a su hermana, y a pesar de la contrariedad de su padre— debutó como telonera en el café-concierto Central Kursaal (en la plaza del Carmen). Ambas hermanas formaban el dúo Las Hermanas Camelias. A este local acudían muchos intelectuales y artistas, entre ellos figuraban los pintores Julio Romero de Torres y Ricardo Baroja que pidieron a las dos hermanas posar para ellos.
Anita, que por entonces tenía 16 años, no aceptó, cosa que sí hizo su hermana Victoria, que en esa época estaba en relaciones con el pintor Leandro Oroz.
En aquellas fechas se iba a celebrar la boda del rey Alfonso XIII con la princesa Victoria Eugenia de Battenberg, por lo que en Madrid se dieron cita personajes de la realeza de todo el mundo. Uno de estos personajes, el maharajá de Kapurthala, Jagatjit Singh, acudió al espectáculo y quedó prendado de la joven malagueña, deseando conocerla.
Anita no accedió a sus peticiones y el maharajá abandonó Madrid debido al atentado sufrido contra los reyes de España en la calle Mayor. Desde Francia insistió y pidió a Anita que se casara con él. En un principio, ella no aceptó, pero en una de las cartas que envió al príncipe le comunicó que se casaría con él. Esta carta, antes de ser enviada, llegó a manos de Romero de Torres y Valle-Inclán, quienes, observando el lenguaje sencillo y las numerosas faltas de ortografía, redactaron una nueva misiva que convirtió a la aceptación de matrimonio de Anita en una poética declaración de amor al marajá. La carta fue traducida al francés por Juan Jesús Inciarte, un estudiante español de ingeniería de minas y miembro de la tertulia de Baroja y Valle-Inclán. Finalmente, Ana, con menos de 18 años de edad, viajó a París, donde se casó por lo civil con el maharajá. Posteriormente viajaron a la India, y allí contrajeron matrimonio por el rito sij, el 28 de enero de 1908. La ceremonia de Kapurthala será recordada por su majestuosidad: la novia acudió a lomos de un elefante lujosamente adornado.

## Período en la India
Vivió durante años en la India, donde tuvo un hijo, maharajá Kumar Ajit Singh Bahadur, al que enseñó el idioma español. En 1914, debido al estallido de la Primera Guerra Mundial, su marido viajó a Europa para ponerse al servicio del ejército británico. Anita lo acompañó, haciendo importantes donativos a los hospitales franco-británicos.
Su hijo Ajit (1908-1982) obtuvo el grado militar de teniente coronel. En 1925, después de 18 años de matrimonio, se divorció y salió de la India para siempre.
A partir de ese momento, vivió a caballo entre París, Madrid y Málaga. Finalmente, se instaló en Madrid, donde falleció en 1962 debido a un ataque cardíaco.
La muerte de su exmarido, en 1949, la afectó profundamente.

## Obra literaria
Anita Delgado escribió un libro de sus viajes por la India titulado Impresiones de mis viajes por las Indias. A los 23 años, después de seis de vivir en Kapurthala, decidió comenzar a hacer anotaciones de los viajes que realizaba con su marido. Este siempre había sido gran amante de los libros de viajes y animó a su esposa a escribir sus propias experiencias. 
El diario fue escrito inicialmente en francés, lengua que Anita tuvo que aprender al conocer a su marido para poder relacionarse con él. En la corte de Kapurthala era costumbre hablar en francés ya que el marahá era gran amante del país galo. Anita, que había recibido una formación escasa en español, se expresaba mejor en francés que en su propia lengua materna, razón por la cual decidió escribir sus diarios en ese idioma. Aunque el marahá intentó que este libro se publicara en Francia, dadas las circunstancias, en 1914 con la Primera Guerra Mundial, finalmente fue publicado en inglés en Nueva York. 
En el libro, Anita habla de los lugares que visita junto a su marido y su pequeña corte, reseñando los usos y costumbres del país del que se había convertido en princesa con tan solo 17 años. Por su inocencia y desconocimiento, su relato es auténtico y tiene un gran valor histórico. 

## Reportajes en TV.
Televisión Española ofreció tres reportajes sobre Anita Delgado: 
- https://www.rtve.es/play/videos/la-aventura-humana/anita-delgado-la-princesa-de-kapurthala/3118334/
- https://www.rtve.es/play/videos/cronicas/cronicas-amor-principe/678895/
- https://www.rtve.es/play/videos/cronicas/las-aventuras-de-anita-delgado/475173/